# Zuidoost-Aziatische voetbalbond
De Zuidoost-Aziatische voetbalbond is een voetbalbond voor Zuidoost-Aziatische landen. De afkorting van deze voetbalbond is AFF (ASEAN Football Federation). De bond organiseert verschillende toernooien. Het hoofdkantoor staat in Petaling Jaya, dat ligt in Maleisië. De voorzitter is Maj. Gen. Khiev Sameth.

## Historie
De voetbalfederatie werd opgericht op 31 januari 1984 toen zes bij elkaar kwamen in Jakarta. Deze zes landen waren Brunei, Indonesië, Maleisië, Singapore, Filipijnen en Thailand. Het idee om een voetbalbond op te richten was een jaar eerder ontstaan in 1982 in Bangkok door Hamzah Abu Samah, Peter Velappan, Hans Pandelaki, Fernando G. Alvarez, Pisit Ngampanich, Teo Chong Tee en Yap Boon Chuan. Er werden aanvankelijk een aantal toernooien georganiseerd, maar het bleek in de jaren daarna lastig om dit goed van de grond te krijgen. Onder andere door gebrek aan voldoende deelnemers en gebrekkige financiële middelen. Na 1988 waren de activiteiten van de bond zeer beperkt. Na 1994 kwam er een opleving, met name opgepakt door de voetbalfederatie van Maleisië. In 1996 werd het aantal landen uitgebreid toen er nog vier landen bij kwamen. In 2004 werd Oost-Timor lid en in 2013 volgde Australië.

## Leden
Er zijn 12 landen lid van deze voetbalfederatie.
| Land       | Lid vanaf | Nationale bond            |
| ---------- | --------- | ------------------------- |
| Australië  | 2013      | Australische voetbalbond  |
| Brunei     | 1984      | Bruneise voetbalbond      |
| Cambodja   | 1996      | Cambodjaanse voetbalbond  |
| Filipijnen | 1984      | Filipijnse voetbalbond    |
| Indonesië  | 1984      | Indonesische voetbalbond  |
| Laos       | 1996      | Laotiaanse voetbalbond    |
| Maleisië   | 1984      | Maleisische voetbalbond   |
| Myanmar    | 1996      | Myanmarese voetbalbond    |
| Oost-Timor | 2004      | Oost-Timorese voetbalbond |
| Singapore  | 1984      | Singaporese voetbalbond   |
| Thailand   | 1984      | Thaise voetbalbond        |
| Vietnam    | 1996      | Vietnamese voetbalbond    |

## Voorzitters
| No. | jaren      | Voorzitter                                  |
| --- | ---------- | ------------------------------------------- |
| 1   | 1984–1994  | Haji Kardono                                |
| 2   | 1994–1996  | Vijit Ketkaew                               |
| 3   | 1996–1998  | Tengku Tan Sri Dato’ Seri Ahmad Rithauddeen |
| 4   | 2007–2019  | Ahmad Shah of Pahang                        |
| 5   | 2019–heden | Maj. Gen. Khiev Sameth                      |

## Toernooien
- Zuidoost-Aziatisch kampioenschap voetbal, een toernooi voor de nationale mannenelftallen.
- Zuidpost-Aziatisch kampioenschap voetbal onder 22, een toernooi voor de nationale mannenelftallen onder de 22 jaar.
- Zuidpost-Aziatisch kampioenschap voetbal onder 19, een toernooi voor de nationale mannenelftallen onder de 19 jaar.
- Zuidoost-Aziatisch kampioenschap voetbal onder 16, een toernooi voor de nationale mannenelftallen onder de 16 jaar.
- Zuid-Aziatisch kampioenschap voetbal vrouwen, een toernooi voor de nationale vrouwenelftallen.
- Zuid-Aziatisch kampioenschap voetbal vrouwen onder 19, een toernooi voor de nationale vrouwenelftallen onder de 19 jaar.
- Zuid-Aziatisch kampioenschap voetbal vrouwen onder 16, een toernooi voor de nationale vrouwenelftallen onder de 16 jaar.